# The Rehearsal
Pour plus de détails, voir Fiche technique et Distribution.
The Rehearsal (grec moderne : Η Δοκιμή) est un film britannico-grec réalisé par Jules Dassin, sorti en 1974.

## Synopsis
Mise en scène de la façon dont la junte militaire grecque a affecté la vie des étudiants d'universités.

## Fiche technique
- Titre original : The Rehearsal
- Titre grec : Η Δοκιμή
- Réalisation : Jules Dassin
- Scénario : Jules Dassin
- Photographie : Alan Metzger
- Montage : Suzanne Bauman
- Musique : Míkis Theodorákis
- Pays d'origine : Grèce - Royaume-Uni
- Format : Noir et blanc - Mono
- Genre : drame
- Date de sortie : 1974

## Distribution
- Melina Mercouri
- Míkis Theodorákis
- Olympia Dukakis
- Salem Ludwig
- Tom Aldredge
- Arthur Miller
- Laurence Olivier
- Lillian Hellman
- Maximilian Schell